# Renée de Haan
Renée de Haan (Amsterdam, 9 juli 1954 – aldaar, 2 juli 2016) was een Nederlands zangeres. In 1988 kreeg ze nationale bekendheid als vertolkster van het Nederlandstalige levenslied.

## Biografie
De Haan groeide op in de Amsterdamse wijk de Jordaan waar ze al als jong meisje stond te zingen op het biljart in cafés. In 1985 kreeg ze een contract aangeboden bij de platenmaatschappij EMI. In 1986 bracht ze bij deze maatschappij twee singles uit in het typisch Amsterdams repertoire, In Een Wereld Zonder Jou en Weet Jij Dan Niet Wat Liefde Is, maar deze brachten het niet tot hitnoteringen.

### Doorbraak
De Haan haalde in 1988 wel de Nationale Hitparade en de Nederlandse Top 40 met het lied Vuile huichelaar, geschreven door Aad Klaris. Met Mannen (Steeds weer de verkeerde) herhaalde ze in hetzelfde jaar dat succes, maar nieuwere singles leidden niet tot hitsucces. Wel was ze sindsdien een veelgevraagd artiest binnen haar genre.
In 2004 haalde ze de media nadat ze boos reageerde toen ze niet werd uitgenodigd om te zingen op het uitvaartconcert van André Hazes. In 2007 werkte De Haan mee aan een reclamecampagne van Arke Reizen, met haar nieuwe single Nooit Meer Naar Huis. Ook deed de zangeres mee aan het SBS6-televisieprogramma De Afvallers, waarin ze haar obesitas vergeefs onder controle probeerde te krijgen.

### Privé
Ze trouwde en kreeg een zoon. Ze was een zus van de zanger Pierre de Haan.
De Haan overleed in 2016 op 61-jarige leeftijd aan de gevolgen van darmkanker. Ze werd gecremeerd bij De Nieuwe Ooster in Amsterdam.

## Discografie

### Singles
| Single met eventuele hitnotering(en) in de Nederlandse Top 40                       | Datum van verschijnen | Datum van binnenkomst | Hoogste positie | Aantal weken | Opmerkingen                                                |
| ----------------------------------------------------------------------------------- | --------------------- | --------------------- | --------------- | ------------ | ---------------------------------------------------------- |
| A-'Ik Wil Alleen Zijn' - B-'Voor Jou Alleen'                                        | CNR-1982              | -                     | -               | -            | Vinyl                                                      |
| A-'Vergeet Mij Niet' - B-'Ik Wil Alleen Zijn'                                       | CNR-1983              | -                     | -               | -            | Vinyl                                                      |
| A-'Het Is Geweest'- B-'Ik Kan Het Leven Weer Aan'                                   | ARIOLA-1983           | -                     | -               | -            | Vinyl                                                      |
| A-'Je Zette Alles Op Het Spel' - B-'Hé, Ben Jij Ook Alleen?'                        | ARIOLA-1984           | -                     | -               | -            | Vinyl                                                      |
| A-'In Een Wereld Zonder Jou' - B-'Zag Jij De Tranen Van Je Kind Dan Niet'           | EMI-1986              | -                     | -               | -            | Vinyl                                                      |
| A-'Weet Jij Dan Niet Wat Liefde Is' - B-'Diezelfde Melodie'                         | EMI-1986              | -                     | -               | -            | Vinyl                                                      |
| A-'Vuile huichelaar' - B-'Amsterdam'                                                | DURECO-1988           | 07-05-1988            | 32              | 5            | Vinyl                                                      |
| A-'Mannen (Steeds weer de verkeerde)'- B-'Ik Zou 't Van De Daken Willen Schreeuwen' | DURECO-1988           | 27-08-1988            | 32              | 3            | Vinyl                                                      |
| A-'Laat Me Nog 'n Keer Gelukkig Zijn'- B-'Verblind Door De Liefde'                  | DURECO-1988           | -                     | -               | -            | Vinyl                                                      |
| A-'Alleen'- B-'Pierrot'                                                             | DURECO-1989           | -                     | -               | -            | Vinyl                                                      |
| A-'Neem Mij Nog Een Keer In Je Armen'- B-'En Toen Kwam Jij'                         | DURECO-1989           | -                     | -               | -            | Vinyl                                                      |
| A-'Lach Maar'- B-'Ik Voel Me Prima'                                                 | DURECO-1989           | -                     | -               | -            | Vinyl                                                      |
| A-'Op Jou Heb Ik Zolang Gewacht'- B-'Weet Je Nog'                                   | RWB DURECO-1990       | -                     | -               | -            | Vinyl                                                      |
| A-'Telkens Weer'- B-'M'n Eigen Zoon'                                                | RWB DURECO-1991       | -                     | -               | -            | Vinyl                                                      |
| 1-'Klap In Mijn Gezicht'- 2-'Waarom Mocht Dit Niet Lang Duren'                      | CNR-1992              | -                     | -               | -            |                                                            |
| 1-'Ik Heb Met Jou Niks Te Maken'- 2-'M'n Amsterdamse Stamcafé'                      | CNR-1992              | -                     | -               | -            |                                                            |
| 1-'Liefde'- 2-'Ik Wil Een Vent'                                                     | CNR-1992              | -                     | -               | -            |                                                            |
| 1-'Zo Is Het Leven'- 2-'Samen Konden Wij De Wereld Aan'                             | CNR-1993              | -                     | -               | -            |                                                            |
| 1-'Als Tranen Konden Spreken'- 2-'Ik Kan Niet Zonder Jou'                           | TELSTAR-1993          | -                     | -               | -            |                                                            |
| 1-'De Nacht Is Nog Zo Lang'- 2-'Ik Heb Nu Lang Genoeg Gewacht'                      | TELSTAR-1993          | -                     | -               | -            |                                                            |
| 1-'Mooie Blauwe Ogen'- 2-'Waarom Lieg Jij?'                                         | TELSTAR-1994          | -                     | -               | -            |                                                            |
| 1-'Zoals Het Was'- 2-'De Tijd Zal Leren'                                            | TELSTAR-1994          | -                     | -               | -            |                                                            |
| 1-'Want In Die Zomernacht'- 2-'Ik Ben Renée Uit 't Café'                            | TELSTAR-1995          | -                     | -               | -            |                                                            |
| 1-'De Man Van Mijn Leven'- 2-'Angst Voor De Liefde'                                 | TELSTAR-1995          | -                     | -               | -            |                                                            |
| 1-'Samen Terug Naar Mokum'- 2-'Amsterdam, Ik Mis Je'                                | CNR-1995              | -                     | -               | -            | Met Koos Alberts, Corine Roos, Peter Beense & De Mokummers |
| Ik Hou Van Jou                                                                      | 2006                  | -                     | -               | -            |                                                            |
| Nooit Meer Naar Huis                                                                | 2007                  | -                     | -               | -            |                                                            |
| Geef mij de sleutel                                                                 | 2009                  | -                     | -               | -            |                                                            |
| De nacht is nog zo lang                                                             | 19-04-2019            | -                     | -               | -            | Met Dario                                                  |

## CD's
- 1988: Recht uit 't hart
- 1989: Lach Maar
- 1990: Before The Next Teardrops Fall
- 1992: Zo Is Het Leven
- 1994: Jij en ik
- 1994: Grootste Hits
- 1996: Voor Altijd
- 2001: Wat Er Echt In Mij Leeft

- International Standard Name Identifier: 0000 0001 3078 6604
- MusicBrainz: c8b48bd1-2fdf-4051-988e-2306d009da02
- Virtual International Authority File: 263145542645096640519